# Италия Ясан
Италия Ясан (на гръцки: Ιτάλια Γιασάν) е историческа постройка в македонския град Солун, Гърция, използвана като юдейски храм.

## Местоположение
Сградата е разположена на улица „Велисариос“ № 48 в Пиргите, срещу църквата „Света Троица“.

## История
Сградата е построена в периода 1907-1908 година от неизвестен архитект като резиденция на братята Лейзер и Яков Нефус (Нефусис). В 1917 година срадата е дадена под наем на синагогата Италия Ясан, чиято главна сграда на „Йоанис Цимискис“ и „Каролос Дил“ изгаря в големия пожар от 1917 година. Синагогата остава в сградата до германската окупация в 1941 година. Тя е втората по големина след Талмуд Тора. В 1927 година става собственост само на Яков, но през 1930 година е продадена на търг поради дългове и преминава в собственост на търговеца Атанасиос Викас, който на следващата година я продава на еврейската община и до 1941 година там се помещава училището „Йосиф Исак Нисим“. В училището се обучават равини и учители по еврейски език, религия и история. По време на войната сградата е използвана от германските окупационни части. След войната от 1945 до 1974 година в нея е настанено 12-о училище. През 1972 година сградата е продадена на настоящия си собственик, който през същата година купува Сиропиталището „Каролос Алатини“ в същия квартал. Част от парцела е продадена преди определянето й като паметник на културата за изграждане на съседната сграда на кръстовището на „Велисариос“ с „Трикупис“. От 1974 до 1983 година в сградата е Драматичното училище на Държавния театър на Северна Гърция. В 1982 година е обявева за опасна сграда поради пукнатини във външната зидария, които най-вероятно са резултат от земетресението от 1978 година и на следната година сградана е изоставена и запусната.

## Архитектура
В сградата съжителстват разнообразни архитектурни елементи, от класическа, ренесансова, раннобарокова и местна народна архитектура, както и елементи на ар нуво.